# Leistein
Leistein est un petite île de la commune de Færder, dans le comté de Vestfold en Norvège.

## Description
L'île de Leistein se trouve juste nord-est de Tjøme, à l'entrée du détroit de Vengren depuis l'Oslofjord extérieur.
Au point le plus au sud de Leistein se trouve Leistein lykt, et au sommet de l'île se trouve le cairn de Leistein, un monument culturel important d'âge inconnu.

## Zone protégée
L'île, qui  se trouve dans le parc national de Færder, est un lieu de reproduction pour les oiseaux de mer.

### Webographie
- Ressource relative à la géographie :   - Sentralt stadnamnregister